# ديميتريس ساماراس
ديميتريس ساماراس (باليونانية: Δημήτρης Σαμαράς)‏ هو لاعب كرة قدم يوناني في مركز قلب الدفاع، ولد في 3 يونيو 1978 في سالونيك في اليونان. لعب مع Veria F.C. ‏.